# Heureka
Heureka je izraz koji dolazi iz antičkog grčkog ηὕρηκα (heúrēka) i znači 'pronašao sam' ili 'našao sam'.

## Podrijetlo i izgovor
Grčka riječ počinje glasom /h/, a u pismu se predstavlja oštrim hakom. Stoga je u hrvatski posuđena s početnim /x/ koji je sličan grčkome glasu. Na sličan je način od grčkog ἱστορία + γράφω nastala historiografija, od ὕδωρ + ὄνομα dobili smo hidronim, a od ὁμός + ὄνομα homonim. Engleski jezik posudio je riječ bez početnog glasa poput talijanskog, modernog grčkog, francuskog i dr., a zadržali su ga, uz hrvatski, i njemački, danski, finski i dr. Pod utjecajem drugih jezika pojavljuje se i eureka.
Sama riječ zapravo je prvo lice jednine perfekta glagola εὑρίσκω (heurískō) koji znači 'pronaći', 'otkriti' itd.

## Priča
Uzvik je postao poznat anegdotom koju su zabilježili Plutarh i Marcus Vitruvius Pollio.
Naime, prema Vitruviusu, kada je za nj napravljena zlatna kruna u obliku lovorovog vijenca, Hieron II. zatražio je od Arhimeda iz Sirakuze da utvrdi je li kruna od čistog zlata ili je nečastan zlatar umiješao i srebro. Pri tom nije smio oštetiti krunu. Problem je bio kako odrediti volumen (obujam) krune s pomoću kojeg bi se, uz poznatu masu, odredila gustoća zlata. Rješenje je došlo za vrijeme kupanja. Primijetio je da se ulaskom u kadu podigla razina vode. Shvatio je da je to način kojim bi se mogao izračunati i obujam krune. Dijeljenjem mase krune s njenim obujmom izračunala bi se gustoća metala u kruni. Manja gustoća od gustoće zlata značilo bi da je zlatu dodano srebro. Našavši rješenje problema, bio je toliko uzbuđen da je, zaboravivši se obući, istrčao iz kade na ulicu, vičući Heureka! Ovaj odnos nije ono što je poznato kao Arhimedov zakon – on se bavi uzgonom koji doživljava tijelo uronjeno u tekućinu.
Mnogi sumnjaju u istinitost priče i u sam način: znanstvenik poput Arhimedova mogao je dobiti daleko precizniji rezultat upotrijebivši svoj vlastiti zakon uzgona i točnu ljestvicu, nešto daleko uobičajenije u antičkom svijetu od vrlo preciznog piknometra, koji se rabi za mjerenje pomaka.
Otada se heureka upotrebljava kao usklik radosti nakon uspješna pronalaska rješenja ozbiljna (uglavnom umna) problema i sinonim je iznenadne spoznaje.

## U matematici
Matematičar Carl Friedrich Gauss poveo se za Arhimedom 1796. kada je u svoj dnevnik upisao ΕΥΡΗΚΑ! num = Δ + Δ + Δ čime je htio reći da je otkrio da se svaki pozitivni cijeli broj može izraziti kao zbroj najviše triju trokutastih brojeva. Ovo je poznato kao Gaussov eureka teorem i riječ je o posebnu slučaju onoga što je kasnije postalo poznato kao Fermatov teorem poligonalnih brojeva.